# Juniperus brevifolia
Juniperus brevifolia (Seub.) Antoine, conhecido pelo nome comum de cedro-do-mato, cedro-das-ilhas ou zimbro, é uma espécie de árvore de médio porte (mesofanerófito) endémica nos Açores. Sendo uma Cupressaceae, produz uma madeira avermelhada, rica em óleos essenciais que lhe dão um odor típico, rija e de grande beleza quando polida. A madeira é em extremo resistente ao ataque por insectos xilófagos e por fungos, podendo sobreviver muitas centenas de anos. Nas Sete Cidades foram encontrados troncos incorruptos enterrados em materiais vulcânicos com pelo menos 2000 anos de idade.

## Descrição
O cedro-do-mato é uma espécie protegida pela Convenção de Berna e pela Directiva Habitats da União Europeia, sendo ilegal o seu abate e o tráfico da sua madeira sem um certificado de proveniência atestando que não foi obtida em contravenção das regras daquela Convenção.
A madeira do cedro-mato, muito semelhante à do cedro-da-bermuda (Juniperus bermudiana), atinge um elevado valor comercial graças à sua qualidade e raridade. Devido ao abate sem regulação durante séculos, não existem hoje nos Açores exemplares de grande porte, já que nas zonas de melhores solos, particularmente nas mais abrigadas dos ventos, o cedro desapareceu totalmente.  Traves colocadas em igrejas e tábuas de grande largura existentes em mobiliário seiscentista atestam da grande dimensão atingida por estas árvores de crescimento lento.
A utilização de madeira de cedro-do-mato em mobiliário e na construção de talhas decorativas em igrejas produziu peças de grande qualidade (a igreja do Colégio de Ponta Delgada tem um dos maiores conjuntos de talhas barrocas do mundo, todo ele construído em cedro-do-mato). A madeira de cedro constituiu um lucrativo comércio no início da colonização das ilhas.
Dada a sua resistência à abrasão e leveza, o cedro era a madeira de preferência para a confecção das galochas, o típico calçado de madeira e tecido dos Açores (provavelmente de origem flamenga), ainda comum na primeira metade do século XX. Pequenas rodelas ou cubos de madeira de cedro eram colocadas entre as roupas guardadas, para afugentar as traças (os seus óleos essenciais são insecticidas) e manter as roupas com um odor agradável mesmo na humidade tipicamente prevalecente nas casas tradicionais açorianas.
A árvore tem como parasita uma planta endémica dos Açores, o espigo-de-cedro, nome vulgar do Arceuthobium azoricum Hawksworth et Wiens, uma Loranthaceae protegida pela Directiva Habitats.

## Lista de subespécies e variedades[1]
- Juniperus brevifolia subsp. maritima
- Juniperus brevifolia subsp. brevifolia var. brevifolia
- Juniperus brevifolia subsp. brevifolia var. montanum